# Almásy László (politikus)
Almásy László Péter Pál (Jászberény, 1869. július 27. – Budapest, 1936. március 12.) politikus, jogász, a Magyar Országgyűlés Képviselőházának az elnöke, a pomázi kerületnek 25 éven át az országgyűlési képviselője, Jász-Nagykun-Szolnok vármegye törvényhatósági bizottságának örökös tagja, máltai lovag, az I. osztályú Magyar Érdemkereszt tulajdonosa.

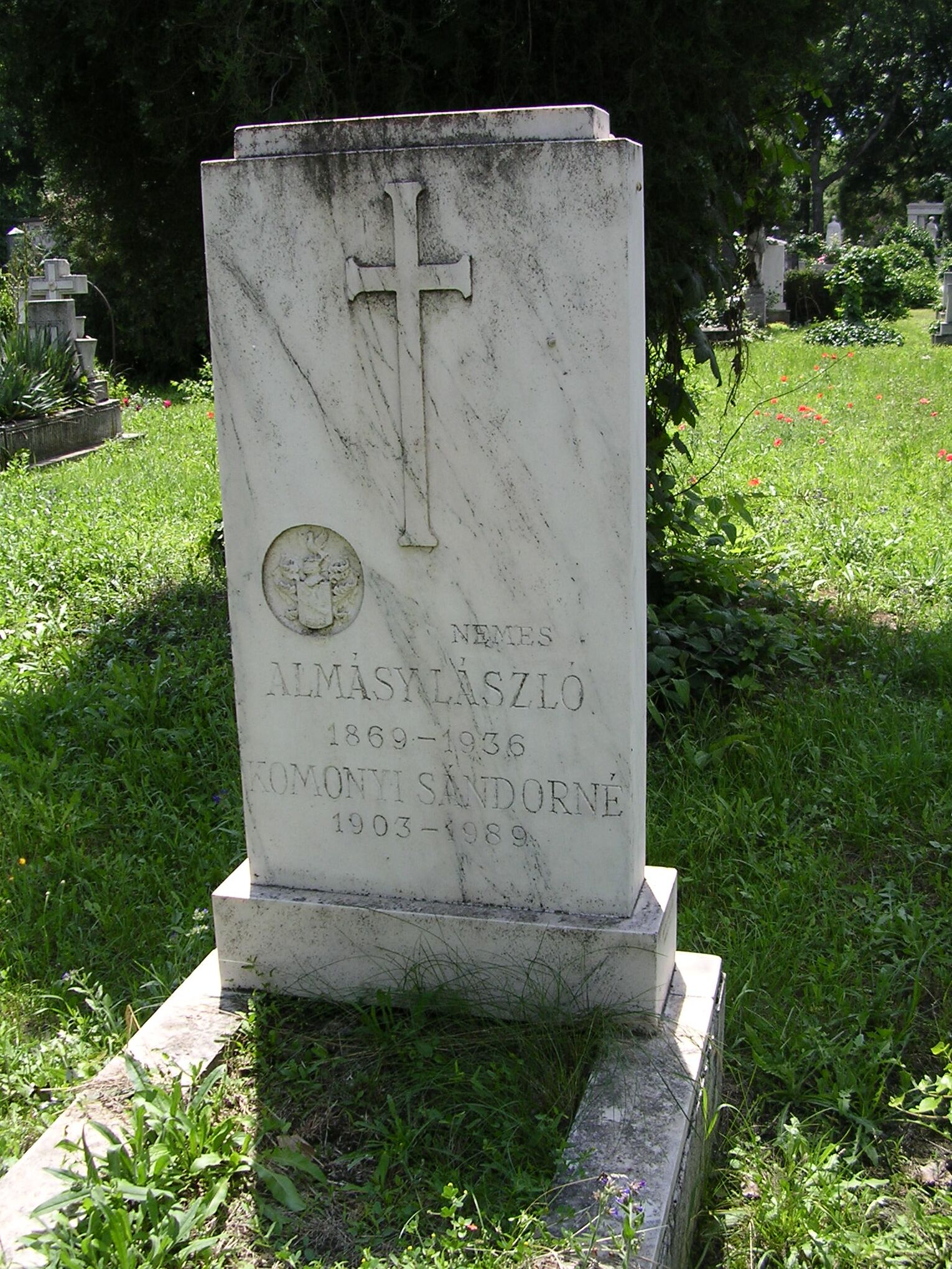
Sírja a Fiumei úti sírkertben 2004-ben

## Életpályája

### Ifjúsága
Jászberényben született 1869. július 27-én. Apja, nemes Almásy Antal (1823–1876) földbirtokos, Jászberény főszolgabírája, városi képviselője, anyja Wágner Alojzia (1838–1914). Testvére Almásy Sándor (1874–1958) politikus volt. 1886-ban érettségizett a jászberényi gimnáziumban, majd 1890-ben a budapesti tudományegyetemen szerzett jogtudományi doktori oklevelet, 1892-ben pedig ügyvédi vizsgát tett.

### Munkássága
1893–1894 között Szolnokon volt bírósági jegyző, majd 1894–1897 között Jászberény város tiszti ügyésze, 1897-től 1910-ig Jász-Nagykun-Szolnok vármegye tiszti főügyésze. 1910-től 1918-ig munkapárti programmal a szentendrei kerületet képviselte az országgyűlésen. Tisza István köréhez tartozott. A második nemzetgyűlésbe 1922-ben egységes párti programmal Pomázon választották be. 1922–1923-ban a nemzetgyűlés alelnöke. A Gömbös Gyula-féle fajvédő frakció kiválása után 1923-ban az Egységes Párt ügyvezető alelnöke, majd 1927-től 1929-ig elnöke. 1929. február 7-től 1935. május 1-ig a képviselőház elnöke volt.

### Elismerései
A Ferenc József-rend tiszti keresztese, az I. oszt. Magyar Érdemkereszt tulajdonosa (1931), a Szuverén Máltai Rend tagja volt (1928).

### Művei
Politikai, közigazgatási és pénzügyi kérdésekkel foglalkozó cikkei a Jogtudományi Közlönyben (1904-től), A Jogban (1905-től), a Városok Lapjában (1910-től), a Magyar Figyelőben (1911-től), a Magyar Pénzügyben (1913–1916) és a Számviteli Közlönyben jelentek meg (1914-től).